# Constitution de l'empire du Japon

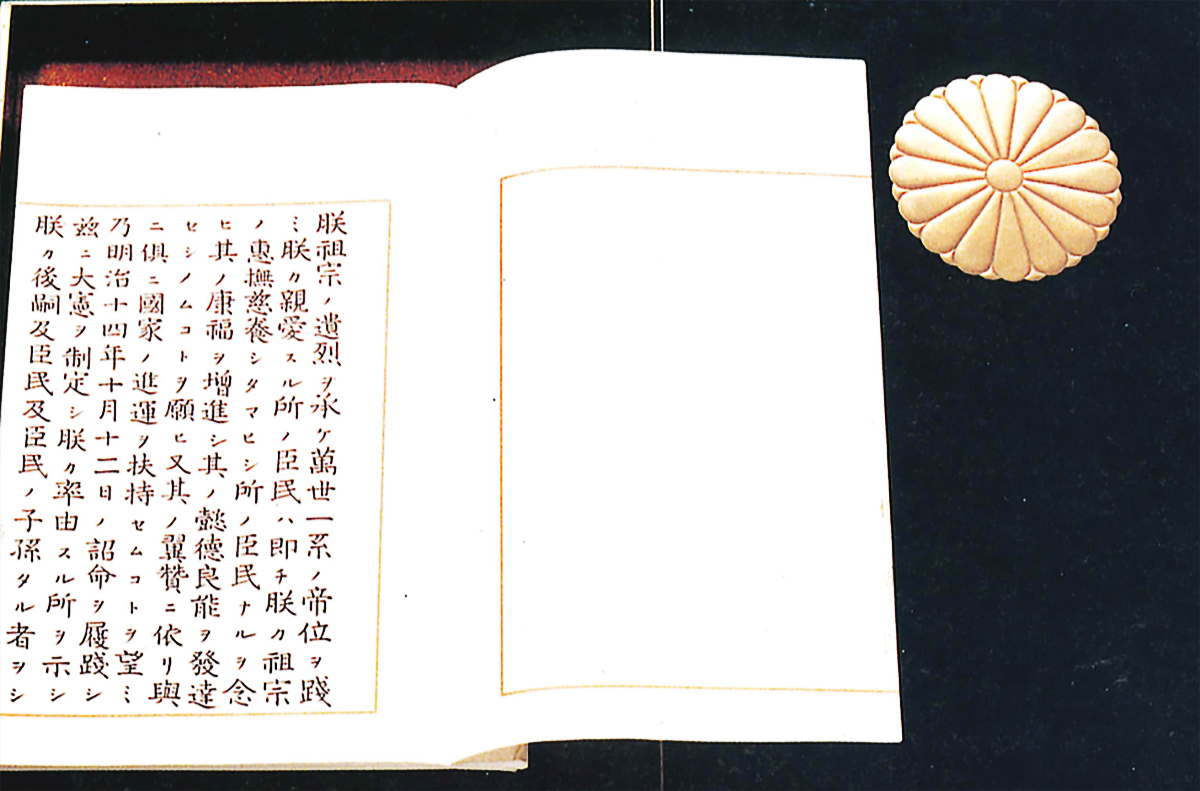
Préambule de la constitution japonaise de 1889.

La Constitution de l'empire du Japon (en japonais 大日本帝國憲法, Dai-Nippon-teikoku kenpō, littéralement « Constitution de l'empire du grand Japon »), connue officieusement comme la constitution Meiji, est la loi organique de l'empire du Japon. Elle a été en vigueur du 29 novembre 1890 au 2 mai 1947, date de la promulgation d'une nouvelle constitution sous l'occupation alliée après la chute du gouvernement de Hirohito.

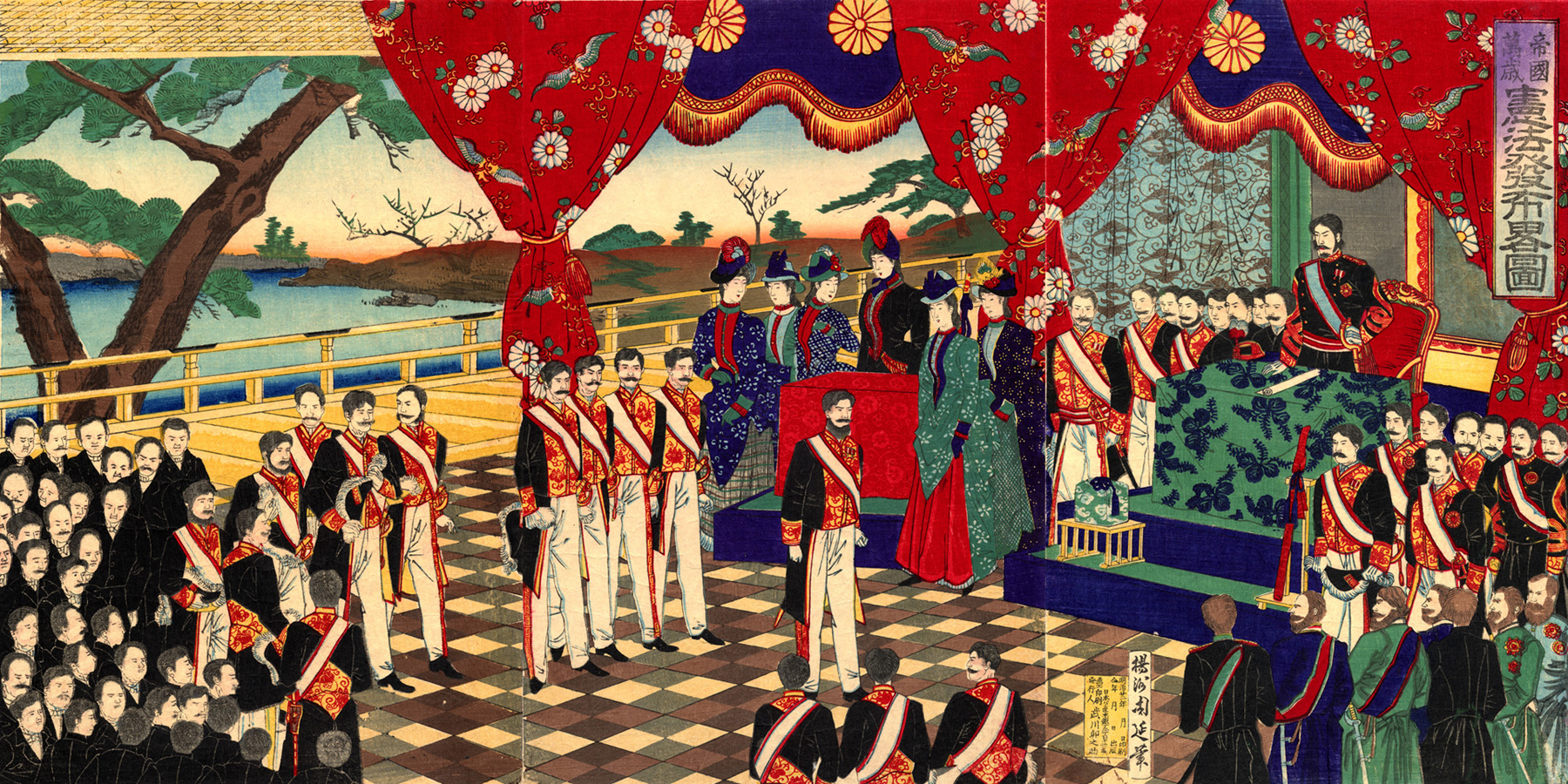
Promulgation de la Constitution de l'Empire du Japon par Toyohara Chikanobu, 1889.

Datant de 1889 et inspirée par la Constitution prussienne de 1850, elle donne à l'empereur un très important pouvoir, au titre notamment de commandant suprême de l'Armée et de la Marine et du quartier général impérial (Daihonei).